# インターナショナル・チャペル・ミニストリーズ
インターナショナル・チャペル・ミニストリーズ（International Chapel Ministries Japan）は、1981年に設立されたキリスト教福音派のミニストリー。

## 歴史
1962年のジム＆バーバラ・ブロックソム夫妻の京都での宣教活動から始まる。1994年に出版部門ICM出版を設立。1989年に京都インターナショナルユニバーシティーを開校し、2003年学校法人（各種学校）の認可。キリスト教信仰に基づいて小、中、高、大相当の教育を行っている。  

## ミニストリー
出版部門に非ペンテコステ派、非エキュメニズムのICM出版を持っている。ICM出版からは、ローマ・カトリックの文書と聖書を対比した『プロテスタントとカトリックの団結ですか？』や偶像崇拝の問題を扱った『クリスチャンと仏教のお葬式』を日英の二か国語で出版している。また滝元明の著書『千代に至る祝福』を英訳した。
トリニティ神学校のテモテ・ワーナーの著書『神の栄光のために』、講演「霊的な葛藤からの解放」、ニール・アンダーソンの『鎖を解き放つ主』、コンラッド・ミュレル著『悪霊に打ち勝つ方法』など、霊の戦い、悪霊追い出しや霊的解放の本も出している。

## 本部
奈良県生駒市俵口町。